# Aconitum okuyamae
Aconitum okuyamae är en ranunkelväxtart som beskrevs av Takenoshin Nakai. Aconitum okuyamae ingår i släktet stormhattar, och familjen ranunkelväxter. Utöver nominatformen finns också underarten A. o. wagaense.